# Galagania neglecta
Galagania neglecta är en flockblommig växtart som beskrevs av M.G.Vassiljeva och Kljuykov. Galagania neglecta ingår i släktet Galagania och familjen flockblommiga växter. Inga underarter finns listade i Catalogue of Life.